# Pictacsa cruciformis
Pictacsa cruciformis är en insektsart som beskrevs av Tim R. New 1984. Pictacsa cruciformis ingår i släktet Pictacsa och familjen fjärilsländor. Inga underarter finns listade i Catalogue of Life.